# Deutsche Gesellschaft für Andrologie
Die Deutsche Gesellschaft für Andrologie e.V. ist eine medizinische Fachgesellschaft, die sich der Förderung der Andrologie widmet.

## Geschichte
Die Gesellschaft wurde 1976 auf Initiative von Carl Schirren gegründet und ging aus der Sektion „Andrologie“ der Deutschen Gesellschaft zum Studium der Fertilität und Sterilität e. V. hervor, die 1967, ebenfalls auf Schirrens Anregung gegründet worden war. Durch die eigenständige Gesellschaft sollten die Interessen des relativ jungen Fachgebiets besser vertreten werden. Insbesondere wurde ein Ausbau der bestehenden Abteilungen an Universitäten, die Intensivierung der studentischen Lehre und die Schaffung einer ärztlichen Zusatzbezeichnung „Andrologie“, welche bereits 1991 bei der Bundesärztekammer beantragt, jedoch erst 2003 umgesetzt wurde, als notwendig angesehen. 2007 hat die Gesellschaft eine Kommission für berufspolitische Fragen eingesetzt. Die Gesellschaft vereint heute etwa 500 Mitglieder.

## Ziele
Der Verein vertritt Interessen aller mit andrologischen Fragestellungen befassten Fachgruppen auf den Gebieten der wissenschaftlichen Arbeit, Fortbildung, Qualitätssicherung und Standespolitik gegenüber Behörden und Institutionen. Sie bemüht sich, die Kompetenz des Fachgebietes Andrologie zu stärken und die Fachinhalte, insbesondere auch in der Weiterbildung, zu etablieren.

## Aktivitäten
Der Verein veranstaltet seit 1987 jährliche Tagungen. Sie veröffentlichte 1993 eine Resolution zur künstlichen Befruchtung, 1996 Empfehlungen zur Qualitätssicherung, 1998 eine Stellungnahme zur intrazytoplasmatischen Spermieninjektion (mit der Deutschen Gesellschaft zum Studium der Fertilität und Sterilität) und 2001 eine Stellungnahme zur Therapie des Hypogonadismus mit Testosteron. 2001 wurde die QuaDeGA, ein Programm zur Qualitätskontrolle im Andrologie-Labor, gegründet. An den organisierten Ringversuchen nehmen inzwischen 160 Labore teil. 2004 wurde das Grundsatzpapier „Testosteron beim alternden Mann“ publiziert. Das Journal für Reproduktionsmedizin und Endokrinologie ist seit 2004 das offizielle Organ der Gesellschaft und löste damit die von Carl Schirren gegründete Zeitschrift Andrologia ab.

## Leitlinien zur Behandlung
Die Gesellschaft entwickelt zu Themen ihres Fachgebiets medizinische Leitlinien, die im Rahmen des AWMF-Leitlinienprogramms veröffentlicht werden.

## Mitgliedschaften
- Dachverband Reproduktionsmedizin und -biologie (DVR) (Gründungsmitglied)
- Arbeitsgemeinschaft der Wissenschaftlichen Medizinischen Fachgesellschaften (AWMF)
- International Society of Andrology (ISA)
- European Academy of Andrology (EAA)

Die Gesellschaft kooperiert außerdem mit nationalen Gesellschaften anderer Länder.